# Пенинга (станция)
Пе́нинга (карел. Pieninkä) — станция (тип населённого пункта) в составе Пенингского сельского поселения Муезерского района Республики Карелия Российской Федерации. Железнодорожная станция Петрозаводского отделения Октябрьской железной дороги.

## География
Станция расположена на 185-м км перегона Суоярви I—Ледмозеро.

## Население
| 2002 | 2009 | 2010 | 2013 |
| ---- | ---- | ---- | ---- |
| 35   | ↘17  | ↗18  | ↘11  |

## Инфраструктура
Путевое хозяйство.

## Транспорт
Железнодорожная станция Пенинга Петрозаводского отделения Октябрьской железной дороги.